# NGC 630
NGC 630 је елиптична галаксија у сазвежђу Вајар која се налази на NGC листи објеката дубоког неба.
Деклинација објекта је - 39° 21' 28" а ректасцензија 1h 35m 36,6s. Привидна величина (магнитуда) објекта NGC 630 износи 11,9 а фотографска магнитуда 12,9. NGC 630 је још познат и под ознакама ESO 297-9, MCG -7-4-20, AM 0133-393, PGC 5924.